# Itumeleng Khune
Itumeleng Isaac Khune (ur. 20 czerwca 1987 w Ventersdorp) – południowoafrykański piłkarz grający na pozycji bramkarza.

## Kariera klubowa
Pierwsze treningi piłkarskie Khune rozpoczął w wieku 12 lat w młodzieżowej drużynie Kaizer Chiefs z Johannesburga. W 2005 roku został włączony do kadry pierwszej drużyny, jednak przez pierwsze dwa lata pełnił rolę rezerwowego bramkarza dla Rowena Fernándeza i na swój debiut w Premier Soccer League czekał do 2007 roku. Przed sezonem 2007/2008 Fernández odszedł do Arminii Bielefeld i Khune stał się pierwszym golkiperem w zespole. W 2007 roku zdobył z Kaizer Chiefs Telkom Knockout Cup. Z kolei rok później triumfował z tym zespołem w MTN 8 Cup, a w lidze zajął z Kaizer Chiefs 3. miejsce za Supersport United i Orlando Pirates.
| Sezon   | Klub          | Kraj              | Rozgrywki             | Mecze | Bramki |
| ------- | ------------- | ----------------- | --------------------- | ----- | ------ |
| 2005/06 | Kaizer Chiefs | Południowa Afryka | Premier Soccer League | 0     | 0      |
| 2006/07 | Kaizer Chiefs | Południowa Afryka | Premier Soccer League | 0     | 0      |
| 2007/08 | Kaizer Chiefs | Południowa Afryka | Premier Soccer League | 27    | 0      |
| 2008/09 | Kaizer Chiefs | Południowa Afryka | Premier Soccer League | 26    | 0      |

## Kariera reprezentacyjna
W reprezentacji RPA Khune zadebiutował 11 marca 2008 roku w wygranym 2:1 towarzyskim spotkaniu z Zimbabwe i w tym samym roku został powołany przez Carlosa Alberto Parreirę do kadry na Puchar Narodów Afryki 2008. Tam był rezerwowym bramkarzem dla Moeneeba Josephsa i nie wystąpił w żadnym spotkaniu. W 2009 roku selekcjoner Joel Santana powołał go na Puchar Konfederacji 2009. W 2010 roku został powołany do kadry na mundial organizowany w RPA. Jest tam pierwszym bramkarzem.